# Якоруда (община)
Община Якоруда се намира в Югозападна България и е една от съставните общини на област Благоевград.

## География

### Географско положение, граници, големина
Общината се намира в най-североизточната част на област Благоевград и с площта си от 339,276 km2 заема 10-о място от 14-те общини на областта, което съставлява 5,26% от площта на областта. Граничи с 5 други общини:
- на запад и юг – община Белица;
- на север – община Самоков и община Костенец на Софийска област;
- на изток – община Белово и община Велинград на област Пазарджик.

### Релеф, води, климат
Релефът на общината е предимно средно- и високопланински, с големи разлики в надморските височини. По-голямата, северна и централна част на общината се заема от южните склонове на Източна Рила, като тук се издига най-високата ѝ точка – връх Манчо (2771 m). Тук в субалпийския и алпийския пояс, впечетляват високите върхове, циркусите и циркусните езера, най-голямо от които е езерото Грънчар. Южната, по-малка част на общината попада в най-северните разклонения на Велийшко-виденишкия дял на Западните Родопи с най-висока точка връх Велийца (1715 m), като тук преобладават заоблените била и дълбоко врязаните корита на реките. Между двете планини е разположена долината на река Места, по която има две малки долинни разширения в района на град Якоруда и село Юруково. Югозападно от последното в коритото на реката се намира най-ниската точка на общината – 813 m н.в.
Цялата територия на общината попада в най-горния водосборен басейн на река Места. Дължината ѝ на територията на общината е около 12 km. Основните ѝ притоци са реките: леви – Черна Места (лява съставяща), Конарска река и Гниле; десни – Бела Места (дясна съставяща), Грамадна река, Чесна, Джебра и Якорудищница.
Климатът на общината е преходно-континентален.

## Население
Население – 11 176, от които: християни – 3546, мюсюлмани – 8275.

### Етнически състав (2011)
Численост и дял на етническите групи според преброяването на населението през 2011 г.:
|                     | Численост | Дял (в %) |
| Общо                | 10 731    | 100.00    |
| Българи             | 3 364     | 31.35     |
| Турци               | 4 120     | 38.39     |
| Цигани              | 425       | 3.97      |
| Други               | 198       | 1.85      |
| Не се самоопределят | 248       | 2.31      |
| Неотговорили        | 2 376     | 22.14     |

### Населени места
| Населено място | Население (2021 г.) | Площ на землището km2 | Забележка (старо име) | Населено място | Население (2021 г.) | Площ на землището km2 | Забележка (старо име)           |
| -------------- | ------------------- | --------------------- | --------------------- | -------------- | ------------------- | --------------------- | ------------------------------- |
| Аврамово       | 699                 | 5,284                 |                       | Смолево        | 517                 | 17,191                | Иланско                         |
| Бел камен      | 487                 | 10,962                |                       | Черна Места    | 403                 | 3,055                 |                                 |
| Бунцево        | 473                 | 13,089                |                       | Юруково        | 1156                | 16,744                |                                 |
| Конарско       | 936                 | 18,920                |                       | Якоруда        | 4910                | 254,031               | 4-то по големина з-ще в Б-я     |
|                |                     |                       |                       | ОБЩО           | 9581                | 339,276               | няма населени места без землища |

## Административно-териториални промени
- МЗ № 2820/обн. 14.08.1934 г. – преименува м. Софан дере на м. Софан дол;
- МЗ № 1695/обн. 27.09.1937 г. – заличава м. Кара мандра поради изселване;

– заличава м. Софан дол поради изселване;
- Указ № 24/обн. 09.02.1954 г. – признава н.м. Иланска (от с. Бабяк) за м. Иланска;

– признава н.м. Конарска (от с. Бабяк) за м. Конарска;
– признава н.м. Бел камен (от с. Бабяк) за м. Бел камен;
– признава н.м. Юрукова (от с. Бабяк) за м. Юрукова;
- Указ № 317/обн. 13.12.1955 г. – признава н.м. Аврамови колиби и махалите Планкова, Теберова и Хърльова (от с. Бабяк) за с. Аврамово;

– признава м. Бел камен за с. Бел камен;
– присъединява м. Иланска като квартал на с. Смолево;
– присъединява м. Конарска като квартал на с. Конарско;
– признава м. Конарска и н.м. Бикова, Кузьова, Камберова и Абдьовци (от гр. Якоруда) за с. Конарско;
– признава м. Иланска и н.м. Лешкова, Мърковшова и Бодева (от община Якоруда) за с. Иланско;
– признава м. Юрукова за с. Юруково;
- Указ № 546/обн. 15.09.1964 г. – признава с. Якоруда за гр. Якоруда;
- Указ № 1885/обн. 06.09.1974 г. – признава н.м. Бунцево (от с. Конарско) за с. Бунцево;

– признава н.м. Черна Места (от гр. Якоруда) за с. Черна Места;
- Указ № 86/обн. 26 януари 1982 г. – преименува с. Иланско на с. Смолево

## Транспорт, туризъм
По долината на река Места, лявата я съставяща я река Черна Места и левият приток на последната река Дрещенец преминава участък от 26,3 km от трасето на теснолинейната жп линия Септември – Добринище (от km 67,9 до km 94,2).
През общината преминава 26,2 km от Републикански път II-84 – от km 59,7 до km 85,9.
В Източна Рила, на територията на общината са изградени и функционират туристическите хижи „Грънчар“, „Трещеник“ и „Христо Смирненски“, а в най-североизточната ѝ част, в близост да язовир „Белмекен“ е разположен спортния комплекс „Белмекен“.

## Топографска карта
- Лист от карта K-34-72. Мащаб: 1 : 100 000.
- Лист от карта K-34-84. Мащаб: 1 : 100 000.